# Centre français de recherche de la péninsule Arabique
 (octobre 2024).
L'article doit être relu — et modifié si nécessaire — par des contributeurs indépendants pour apporter un regard critique aux contributions effectuées en violation des conditions d'utilisation de Wikipédia, tant sur la forme (notamment concernant le style encyclopédique, la proportionnalité) que sur le fond (la neutralité de point de vue, la qualité et l'indépendance des sources).
 (mars 2021).
 (mars 2021).
La mise en forme du texte ne suit pas les recommandations de Wikipédia : il faut le « wikifier ».
Les points d'amélioration suivants sont les cas les plus fréquents :
- Les titres sont pré-formatés par le logiciel. Ils ne sont ni en capitales, ni en gras.
- Le texte ne doit pas être écrit en capitales (les noms de famille non plus), ni en gras, ni en italique, ni en « petit »…
- Le gras n'est utilisé que pour surligner le titre de l'article dans l'introduction, une seule fois.
- L'italique est rarement utilisé : mots en langue étrangère, titres d'œuvres, noms de bateaux, etc.
- Les citations ne sont pas en italique mais en corps de texte normal. Elles sont entourées par des guillemets français : « et ».
- Les listes à puces sont à éviter, des paragraphes rédigés étant largement préférés. Les tableaux sont à réserver à la présentation de données structurées (résultats, etc.).
- Les appels de note de bas de page (petits chiffres en exposant, introduits par l'outil «  Source ») sont à placer entre la fin de phrase et le point final[comme ça].
- Les liens internes (vers d'autres articles de Wikipédia) sont à choisir avec parcimonie. Créez des liens vers des articles approfondissant le sujet. Les termes génériques sans rapport avec le sujet sont à éviter, ainsi que les répétitions de liens vers un même terme.
- Les liens externes sont à placer uniquement dans une section « Liens externes », à la fin de l'article. Ces liens sont à choisir avec parcimonie suivant les règles définies. Si un lien sert de source à l'article, son insertion dans le texte est à faire par les notes de bas de page.
- La présentation des références doit suivre les conventions bibliographiques. Il est recommandé d'utiliser les modèles {{Ouvrage}}, {{Chapitre}}, {{Article}}, {{Lien web}} et/ou {{Bibliographie}}. Le mode d'édition visuel peut mettre en forme automatiquement les références.
- Insérer une infobox (cadre d'informations à droite) n'est pas obligatoire pour parachever la mise en page.

Pour une aide détaillée, merci de consulter Aide:Wikification.
Si vous pensez que ces points ont été résolus, vous pouvez retirer ce bandeau et améliorer la mise en forme d'un autre article.

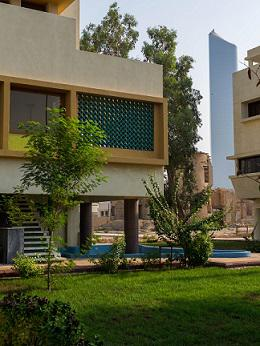
Siège du CEFREPA, Koweït City

Le Centre Français de Recherche de la Péninsule Arabique (CEFREPA), anciennement Centre Français d’Archéologie et de Sciences sociales (CEFAS), fait partie du réseau des Instituts français de recherche à l’étranger (Ministère de l'Europe et des Affaires étrangères et CNRS). Il a pour objectif de mener, impulser et soutenir les recherches menées sur l’ensemble de la péninsule Arabique. Basé au Yémen, à Sanaa, il continue d'y mener des projets bien que son activité en présentiel y soit en sommeil. Il dispose d'une antenne au Koweït, où l'équipe est basée depuis 2017, et d'un bureau à Abu Dhabi (Émirats arabes unis).

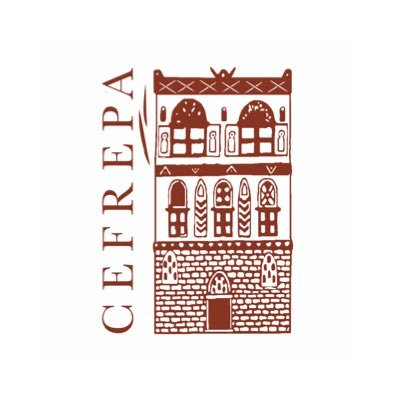
Logo du CEFREPA

## Histoire
En 1981, Christian Robin, archéologue, demande que la Mission archéologique française en République arabe du Yémen (MAFRAY), chargée de l’exploration du Jawf et de la province d’al-Bayḍā’, devienne permanente. C’est en 1982, sous l’impulsion de Philippe Guillemin, que le Centre Français d’Études Yéménites (CFEY) est créé. Il a alors pour vocation première l'accueil des missions archéologiques et des chercheurs en sciences sociales qui travaillent sur le territoire de l'ancienne République arabe du Yémen. La nomination d'un conseil scientifique, la création du poste de directeur en 1991, puis de deux postes d'allocataires de recherche lui permettent d'acquérir le statut de véritable centre de recherche, et peu à peu d'avoir une activité pluridisciplinaire (Archéologie et Sciences humaines et sociales). Le Centre s'est vu conférer en 2001 la dénomination de Centre Français d’Archéologie et de Sciences Sociales de Sanaa (CEFAS) afin de marquer sa vocation régionale. En 2002, les accords établis entre le Ministère des Affaires étrangères (MAE) et le Centre national de la recherche scientifique (CNRS) sont venus renforcer son assise scientifique en permettant l’affectation de personnels de cette institution et la création d’une unité mixte de services et de recherche (USR 3141).
En 2013, à l’initiative de ses tutelles, le CEFAS est devenu un institut régional ayant compétence sur l’ensemble des pays de la péninsule Arabique (Émirats arabes unis, Koweït, Qatar, République du Yémen, Royaume d'Arabie Saoudite, Royaume de Bahreïn, Sultanat d'Oman). En 2015, un accord entre les autorités koweïtiennes et le Ministère des Affaires Étrangères  a permis d’ouvrir une antenne Koweït City. Début janvier 2021, le CEFAS prend le nom de Centre français de recherche de la péninsule Arabique (CEFREPA).
Le CEFREPA est actuellement dirigé par Makram Abbès.

## Directeurs
- Rémy Audouin[4] (1982-1987)
- Marie-Christine Danchotte (1987-1991)
- Franck Mermier[5] (1991-1997)
- François Burgat (1997-2003)
- Jean Lambert (2003-2008)
- Michel Tuchscherer[6] (2008-2013)
- Michel Mouton[7] (2013-2017)
- Abbès Zouache[8] (2017-2021)
- Makram Abbès[9] (2021-2025)

## La recherche au CEFREPA
La recherche au CEFREPA vise à donner des clefs de compréhension de l’évolution, depuis la préhistoire à nos jours, des sociétés des sept pays de la Péninsule arabique qui relèvent de sa zone de compétence : Émirats arabes unis, Koweït, Qatar, République du Yémen, Royaume d'Arabie Saoudite, Royaume de Bahreïn, Sultanat d'Oman. Elle est structurée par quatre axes de recherche (quinquennal 2018-2022) :
- Axe 1 : Archéologie de la péninsule Arabique

- Axe 2 : Pouvoir et sociétés dans l’Orient arabe et musulman

- Axe 3 : Espaces et mobilités dans la péninsule Arabique

- Axe 4 : Savoirs, patrimoines et identités dans la péninsule Arabique

Le CEFREPA publie des ouvrages sous format papier et/ou électronique en langues européennes et en arabe, le plus souvent en co-édition dans des pays du Moyen-Orient ou en France. Il collabore à la plateforme OpenEdition.
Le CEFREPA édite aussi des revues afin de valoriser les travaux qui y sont menés et participer au renouvellement du savoir dans ses champs de compétence :
- La revue "Chroniques Yéménites" [11] été publiée entre 1993 et 2013. Désormais entièrement numérisée, elle est disponible en ligne
- Créée en 2006, ''Chroniques du manuscrit au Yémen'' [12] est une revue consacrée à l’étude des manuscrits du Yémen. Jusqu’en 2014 elle a été éditée par le CEFREPA et diffusée exclusivement en ligne.
- ''Arabian Humanities''[13] a succédé, en 2013, aux Chroniques yéménites. Cette revue à comité de lecture multilingue (français, anglais et arabe) est publiée exclusivement en ligne avec le soutien de l’InSHS du CNRS.

Le CEFREPA organise des manifestations scientifiques (colloques, journées d’étude, séminaires) avec ses partenaires locaux et internationaux, ainsi que des cycles de conférences en français, en anglais et en arabe.